# Athyrium neglectum
Athyrium neglectum är en majbräkenväxtart. Athyrium neglectum ingår i släktet Athyrium och familjen Athyriaceae.

## Underarter
Arten delas in i följande underarter:
- A. n. australe
- A. n. neglectum